# Zongyang
Der Kreis Zongyang (chinesisch 枞阳县, Pinyin Zōngyáng Xiàn) ist ein Kreis der bezirksfreien Stadt Tongling in der chinesischen Provinz Anhui. Bis 2015 war der Kreis Teil der Stadt Anqing.
Der Kreis hat eine Fläche von 1.493 Quadratkilometern und zählt 714.000 Einwohner (Stand: Ende 2018). Sein Hauptort ist die Großgemeinde Zongyang (枞阳镇).

## Administrative Gliederung
Auf Gemeindeebene setzt sich der Kreis aus dreizehn Großgemeinden und neun Gemeinden zusammen. 